# 키투바어
키투바어(Kituba, Kikongo ya leta)는 키콩고어에 기반한 중앙아프리카 지역의 크리올 언어로, 콩고 민주 공화국과 콩고 공화국에서 공용어 중 하나로 사용되고 있다.

## 명칭
키투바어는 화자에 따라 다양한 이름으로 알려져 있으며, 언어학계에서는 키콩고-키투바(Kikongo-Kituba)라고도 지칭된다.
콩고 공화국 측에서는 "내가 말한다"는 뜻의 무누쿠투바(Munukutuba)라는 명칭이 1992년 헌법에 쓰이고 있고, 2015년 헌법에서는 "말하기"를 뜻하는 키투바(Kituba)라는 명칭이 쓰이고 있다.
한편 콩고 민주 공화국 측에서는 "국가 콩고어" 내지 "정부 콩고어"를 뜻하는 키콩고 야 레타(Kikongo ya leta, Kikongo de L'état)라는 명칭으로 알려져 있는데, (특히 콩고어 화자가 없는 지역에서) 자주 콩고어(Kikongo)라고 축약되기 때문에 협의의 콩고어와 혼동되기 쉽다. 콩고 민주 공화국의 헌법에서는 공용어의 하나로 키콩고어(Kikongo)를 지정하고 있는데, 이는 사실 도시 지역에서 링갈라어와 병용되는 키투바어를 가리킨다고 여겨진다.

## 같이 보기
- 콩고어
- 링갈라어
- 아블라 콩고(Habla Congo): 쿠바의 콩고어 기반 크리올